# Litlsoløya
Litlsoløya – niewielka i niezamieszkana wyspa w Norwegii, położona na południe od miejscowości Mølnarodden, w okręgu Nordland, w gminie Flakstad.